# Katalog Markariana
Katalog Markariana (ang. Catalogue of Markarian Galaxies) – katalog astronomiczny zestawiony w latach 1967-81 przez ormiańskiego astrofizyka Beniamina Markariana. Katalog ten zawiera 1525 obiektów będących asocjacjami gwiazdowymi (zawierającymi grupy młodych, gorących gwiazd, szybko rozpraszających się w przestrzeni), gromadami gwiazd, galaktykami oraz kwazarami charakteryzującymi się intensywną emisją w zakresie ultrafioletu.